# سیلاسس
سیلاسس (سیلاکس هم هجی می‌شود)، فرمانده اشکانی بود که علیه فرمانده رومی مارکوس لیسینیوس کراسوس جنگید. او در ابتدا ساتراپ یکی از قلعه‌های بین‌النهرین بود. سیلاسس توسط کراسوس شکست خورده و زخمی شد، او به دربار اشکانیان گریخت و شاه ارد دوم را از تهاجم رومی‌ها آگاه کرد. سیلاسس بعداً گروهی از پارتیان را در نبرد حران در کنار سورنا در سال ۵۳ قبل از میلاد فرماندهی کرد، در آنجا کراسوس شکست خورد و کشته شد.  شکست کراسوس یکی از بدترین شکست‌های تاریخ روم است. پیروزی اشکانیان ثابت کرد آنها قدرتی مهیب به اندازه روم هستند.  در حالی که شاه ارد دوم و ارتاوازاد دوم به مناسبت عروسی پسر شاه ارد دوم، پاکور یکم و خواهر ارتاوازاد در حال تماشای نمایش دختران باخکای از اوریپید بودند سیلاسس خبر پیروزی در حران را به شاه داد و سر کراسوس را در جلوی پای شاه قرار داد. سپس سر کراسوس به کارگردانِ نمایش، داده می‌شود و از آن در نمایش به عنوان سر پنتیوس استفاده می‌ شود.

## منبع‌شناسی

### آثار باستانی
- پلوتارک، زندگی موازی
- کاسیوس دیو، تاریخ روم